# Novara Calcio 2015-2016
Questa voce raccoglie le informazioni riguardanti il Novara Calcio nelle competizioni ufficiali della stagione 2015-2016.

## Stagione
Nella stagione 2015-2016 il Novara disputa il trentaduesimo campionato di Serie B della sua storia. La squadra piemontese neopromossa nel campionato cadetto, si affida al tecnico Marco Baroni e disputa un sontuoso campionato, terza con 40 punti al termine del girone di andata, cala alla distanza, nel girone di ritorno ottiene 27 punti. Riceve anche una penalizzazione di due punti. Riesce comunque ad entrare nel novero delle partecipanti ai Play-off, che devono designare la terza promossa, che seguirà Cagliari e Crotone promosse direttamente. Nel turno preliminare il Novara vince a Bari (3-4) dopo i tempi supplementari, poi nella doppia semifinale cede netto al Pescara che si impone in entrambi i confronti. Gli abruzzesi vincono poi anche la doppia finale con il Trapani e salgono così in Serie A. A mitraglia l'attacco novarese in campionato, il campano Felice Evacuo ha firmato 13 reti, il bulgaro Andrey Galabinov ne ha segnate 12, in doppia cifra con 10 centri anche l'argentino Pablo Andres Gonzalez, che realizza altre 4 reti tra Coppa Italia e Play-off. In Coppa Italia Tim Cup il Novara supera agevolmente il secondo turno (5-0) all'Aquila, poi nel terzo turno esce dal torneo sconfitto (3-1) ad Udine.

## Divise e sponsor
Il fornitore ufficiale di materiale tecnico per la stagione 2015-2016 è Joma, mentre lo sponsor di maglia è Banca Popolare di Novara e il co-sponsor è Gruppo Comoli Ferrari..
| 1ª divisa | 2ª divisa | 3ª divisa |

## Organigramma societario
Area direttiva
- Presidente e amministratore delegato: Massimo De Salvo
- Vicepresidente: Carlo Accornero
- Direttore generale: Paolo Morganti
- Segretario generale: Emanuela Lubian
- Amministrazione, finanza e controllo: Angela Zucca
- Brand manager e area marketing: Marco Rigoni
- Responsabile ufficio stampa: Carlo Magretti
- Relazioni istituzionali: Erica Azzimonti

Area tecnica
- Coordinatore: Daniele Ranzato
- Direttore Sportivo: Domenico Teti
- Team manager: Mattia Venturini
- Allenatore: Marco Baroni
- Allenatore in seconda: Fabrizio Del Rosso
- Preparatore dei portieri: Massimo Cataldi
- Preparatore atletico: Andrea Corrain
- Magazzinieri: Massimo Fedrigo, Luigi Fregonara e Marco Fregonara

Settore giovanile
- Responsabile: Mauro Borghetti
- Allenatore Primavera: Giacomo Gattuso

Area sanitaria
- Direttore scientifico: Angelo Bertelli
- Responsabile: Fabio Francese
- Coordinatore: Clemente Ponzetti
- Medico sociale: Giorgio Fortina
- Massofisioterapisti: Andrea Calzolari e Lorenzo De Mani
- Riabilitatore: Gian Mario Foglia

## Rosa
| N. |                      | Ruolo | Calciatore            |
| -- | -------------------- | ----- | --------------------- |
| 1  | Svizzera (bandiera)  | P     | David Da Costa        |
| 2  | Danimarca (bandiera) | D     | Magnus Troest         |
| 3  | Italia (bandiera)    | D     | Cristian Dell'Orco    |
| 4  | Italia (bandiera)    | C     | Nicolas Viola         |
| 5  | Italia (bandiera)    | D     | Carlalberto Ludi      |
| 6  | Italia (bandiera)    | D     | Francesco Vicari      |
| 7  | Italia (bandiera)    | D     | Dario Bergamelli      |
| 7  | Italia (bandiera)    | C     | Federico Casarini     |
| 8  | Italia (bandiera)    | C     | Paolo Faragò          |
| 10 | Italia (bandiera)    | C     | Daniele Buzzegoli     |
| 11 | Italia (bandiera)    | A     | Simone Corazza        |
| 16 | Bulgaria (bandiera)  | A     | Andrej Gălăbinov      |
| 17 | Italia (bandiera)    | D     | Desiderio Garufo      |
| 18 | Italia (bandiera)    | C     | Simone Pesce          |
| 18 | Italia (bandiera)    | C     | Francesco Bolzoni     |
| 19 | Argentina (bandiera) | A     | Pablo Andrés González |

| N. |                                 | Ruolo | Calciatore        |
| -- | ------------------------------- | ----- | ----------------- |
| 20 | Argentina (bandiera)            | C     | Nicolas Schiavi   |
| 21 | Italia (bandiera)               | C     | Francesco Signori |
| 21 | Italia (bandiera)               | D     | Andrea Mantovani  |
| 22 | Italia (bandiera)               | P     | Andrea Tozzo      |
| 24 | Italia (bandiera)               | D     | Lorenzo Dickmann  |
| 25 | Italia (bandiera)               | D     | Davide Faraoni    |
| 28 | Italia (bandiera)               | A     | Jacopo Manconi    |
| 28 | Bosnia ed Erzegovina (bandiera) | C     | Enis Nadarević    |
| 29 | Italia (bandiera)               | D     | Agostino Garofalo |
| 30 | Ungheria (bandiera)             | C     | Krisztián Adorján |
| 31 | Italia (bandiera)               | P     | Francesco Pacini  |
| 32 | Italia (bandiera)               | A     | Felice Evacuo     |
| 34 | Svizzera (bandiera)             | A     | Roberto Rodríguez |
| 34 | Italia (bandiera)               | C     | Flavio Lazzari    |
| 35 | Italia (bandiera)               | D     | Fabrizio Poli     |
| 37 | Italia (bandiera)               | C     | Davide Lanzafame  |

## Calciomercato

### Sessione estiva
| Acquisti | Acquisti            | Acquisti        | Acquisti              |
| R.       | Nome                | da              | Modalità              |
| -------- | ------------------- | --------------- | --------------------- |
| P        | David Da Costa      | Zurigo          | definitivo            |
| P        | Francesco Pacini    | Poggibonsi      | definitivo            |
| P        | Andrea Tozzo        | Sampdoria       | rinnovo prestito      |
| D        | Alessandro Bastrini | Vicenza         | fine prestito         |
| D        | Alessio Cannoni     | Pro Patria      | fine prestito         |
| D        | Cristian Dell'Orco  | Sassuolo        | prestito              |
| D        | Davide Derosa       | Milan           | definitivo            |
| D        | Niccolò Dondoni     | Varese          | riscatto comproprietà |
| D        | Davide Faraoni      | Udinese         | prestito              |
| D        | Christian Jidayi    | Forlì           | fine prestito         |
| D        | Andrea Peverelli    | Südtirol        | fine prestito         |
| D        | Fabrizio Poli       | Carpi           | prestito              |
| D        | Magnus Troest       | Virtus Lanciano | definitivo            |
| C        | Saverio Camilli     | Vicenza         | fine prestito         |
| C        | Andrea Casarini     | Bassano Virtus  | fine prestito         |
| C        | Federico Casarini   | Bologna         | definitivo            |
| C        | Flavio Lazzari      | Pescara         | fine prestito         |
| C        | Francesco Signori   | Modena          | definitivo            |
| C        | Nicolas Viola       | Palermo         | definitivo            |
| A        | Alain Baclet        | Pro Patria      | fine prestito         |
| A        | Emanuele Marra      | Borgosesia      | fine prestito         |
| A        | Simone Corazza      | Sampdoria       | definitivo            |
| A        | Andrej Gălăbinov    | Livorno         | definitivo            |
| A        | Alberto Libertazzi  | Pontedera       | fine prestito         |
| A        | Jacopo Manconi      | Lecce           | fine prestito         |
| A        | Filip Pivkovski     | Martina         | fine prestito         |
| A        | Roberto Rodríguez   | San Gallo       | definitivo            |
| A        | Gustavo Vagenin     | Lecce           | fine prestito         |

| Cessioni | Cessioni               | Cessioni         | Cessioni      |
| R.       | Nome                   | a                | Modalità      |
| -------- | ---------------------- | ---------------- | ------------- |
| P        | Alan Ezequiel Martinez | Folgore Caratese | prestito      |
| P        | Lorenzo Montipò        | Siena            | prestito      |
| P        | Enrico Tonozzi         |                  | svincolato    |
| D        | Alessandro Bastrini    | Catania          | definitivo    |
| D        | Dario Bergamelli       | Catania          | definitivo    |
| D        | Alessio Cannoni        | Pontedera        | prestito      |
| D        | Federico Davighi       | Vigor Lamezia    | prestito      |
| D        | Niccolò Dondoni        | Pistoiese        | prestito      |
| D        | Valerio Foglio         | Mantova          | definitivo    |
| D        | Gianluca Freddi        | Lecce            | definitivo    |
| D        | Desiderio Garufo       | Catania          | definitivo    |
| D        | Fabio Gavazzi          | Mantova          | prestito      |
| D        | Luca Martinelli        | Empoli           | fine prestito |
| D        | Paolo Migliavacca      | Renate           | prestito      |
| D        | Andrea Peverelli       | Tuttocuoio       | prestito      |
| C        | Nicolò Bianchi         | Cremonese        | prestito      |
| C        | Crocefisso Miglietta   | Parma            | definitivo    |
| C        | Francesco Parravicini  |                  | svincolato    |
| A        | Alain Baclet           | Martina Franca   | definitivo    |
| A        | Luigi Della Rocca      | Lecce            | fine prestito |
| A        | Alberto Libertazzi     | Siena            | prestito      |
| A        | Emanuele Marra         | Vigor Lamezia    | fine prestito |
| A        | Filip Pivkovski        |                  | svincolato    |
| A        | Gustavo Vagenin        | Messina          | fine prestito |

### Sessione invernale
| Acquisti | Acquisti           | Acquisti | Acquisti      |
| R.       | Nome               | da       | Modalità      |
| -------- | ------------------ | -------- | ------------- |
| D        | Francesco Bolzoni  | Palermo  | definitivo    |
| D        | Fabio Gavazzi      | Mantova  | fine prestito |
| D        | Andrea Mantovani   | Vicenza  | fine prestito |
| D        | Paolo Migliavacca  | Renate   | fine prestito |
| C        | Davide Lanzafame   | Perugia  | definitivo    |
| C        | Enis Nadarević     | Trapani  | prestito      |
| A        | Alberto Libertazzi | Siena    | fine prestito |

| Cessioni | Cessioni           | Cessioni         | Cessioni      |
| R.       | Nome               | a                | Modalità      |
| -------- | ------------------ | ---------------- | ------------- |
| D        | Moustapha Beye     | Siena            | prestito      |
| D        | Fabio Gavazzi      | Südtirol         | fine prestito |
| D        | Paolo Migliavacca  | Folgore Caratese | prestito      |
| D        | Fabrizio Poli      | Carpi            | fine prestito |
| C        | Saverio Camilli    | Poggibonsi       | definitivo    |
| C        | Simone Pesce       | Cremonese        | definitivo    |
| C        | Francesco Signori  | Vicenza          | definitivo    |
| A        | Alberto Libertazzi | Ancona           | prestito      |
| A        | Jacopo Manconi     | Pavia            | prestito      |
| A        | Roberto Rodríguez  | Greuther Fürth   | prestito      |

## Risultati

### Serie B

#### Girone di andata
| Arbitro: | Illuzzi (Molfetta) |

|               |           |            |
| Gălăbinov 28’ | Marcatori | 90’ Brosco |

| Arbitro: | Ros (Pordenone) |

|                           |           |               |
| Torromino 88’ Budimir 90’ | Marcatori | 34’ Gălăbinov |

| Arbitro: | Marini (Roma) |

|             |           |  |
| Manconi 60’ | Marcatori |  |

| Avellino 22 settembre 2015, ore 20:30 CEST 4ª giornata | Avellino          | 0 – 0 referto | Novara | Stadio Partenio-Adriano Lombardi (7 000 spett.)\| Arbitro: \| Martinelli (Roma) \| |
| Arbitro:                                               | Martinelli (Roma) |               |        |                                                                                    |

| Arbitro: | Baracani (Firenze) |

|  |           |                               |
|  | Marcatori | 81’ (aut.) Faraoni 90’ Ebagua |

| Arbitro: | Nasca (Bari) |

|                           |           |  |
| Falletti 67’ Ceravolo 69’ | Marcatori |  |

| Arbitro: | Abisso (Palermo) |

|  |           |              |
|  | Marcatori | 23’ N. Viola |

| Arbitro: | Pinzani (Empoli) |

|              |           |  |
| González 37’ | Marcatori |  |

| Arbitro: | Aureliano (Bologna) |

|  |           |                       |
|  | Marcatori | 14’ González 62’ Poli |

| Arbitro: | Abbattista (Molfetta) |

|            |           |  |
| Evacuo 58’ | Marcatori |  |

| Arbitro: | Ripa (Nocera Inferiore) |

|                    |           |            |
| Faraoni 90’ (aut.) | Marcatori | 21’ Faragò |

| Arbitro: | Sacchi (Macerata) |

|                                                |           |  |
| Evacuo 4’, 52’ (rig.) Troest 54’ Gălăbinov 77’ | Marcatori |  |

| Arbitro: | Di Paolo (Avezzano) |

|                |           |  |
| Donnarumma 67’ | Marcatori |  |

| Arbitro: | Pezzuto (Lecce) |

|               |           |  |
| Gălăbinov 42’ | Marcatori |  |

| Arbitro: | Pinzani (Empoli) |

|  |           |              |
|  | Marcatori | 43’ González |

| Arbitro: | Illuzzi (Molfetta) |

|                                                          |           |             |
| Rodríguez Araya 51’ Faragò 77’ Gălăbinov 79’ Corazza 87’ | Marcatori | 65’ Padovan |

| Arbitro: | Pasqua (Tivoli) |

|              |           |                                                 |
| Parigini 64’ | Marcatori | 16’ Corazza 61’ Evacuo 74’ Faragò 85’ Gălăbinov |

| Arbitro: | Baracani (Firenze) |

|                                               |           |             |
| Evacuo 74’, 86’ Fazio 78’ (aut.) Dickmann 90’ | Marcatori | 75’ Rizzato |

| Arbitro: | Maresca (Napoli) |

|                    |           |                                        |
| Bellomo 65’ (rig.) | Marcatori | 5’ Gălăbinov 43’ González 89’ N. Viola |

| Novara 23 dicembre 2015, ore 20:30 CET 20ª giornata | Cesena       | 0 – 0 referto | Novara | Stadio Dino Manuzzi (6 135 spett.)\| Arbitro: \| Nasca (Bari) \| |
| Arbitro:                                            | Nasca (Bari) |               |        |                                                                  |

| Arbitro: | Pinzani (Empoli) |

|                           |           |  |
| Luppi 37’, 90’ Stanco 74’ | Marcatori |  |

#### Girone di ritorno
| Arbitro: | Ghersini (Genova) |

|             |           |  |
| Dumitru 36’ | Marcatori |  |

| Arbitro: | Abbattista (Molfetta) |

|  |           |              |
|  | Marcatori | 34’ F. Ricci |

| Arbitro: | Manganiello (Pinerolo) |

|             |           |  |
| Masucci 73’ | Marcatori |  |

| Arbitro: | La Penna (Roma) |

|                                                   |           |             |
| Nadarević 18’ Evacuo 35’, 37’ González 43’ (rig.) | Marcatori | 65’ Gavazzi |

| Arbitro: | Di Paolo (Avezzano) |

|          |           |               |
| Ganz 76’ | Marcatori | 81’ Gălăbinov |

| Arbitro: | Saia (Palermo) |

|                        |           |                              |
| Meccariello 89’ (aut.) | Marcatori | 33’ Falletti 84’ Meccariello |

| Arbitro: | Pasqua (Tivoli) |

|            |           |            |
| Corazza 5’ | Marcatori | 3’ Scavone |

| Arbitro: | Ghersini (Genova) |

|  |           |              |
|  | Marcatori | 36’ González |

| Arbitro: | Rapuano (Rimini) |

|                                                |           |  |
| Corazza 51’ Evacuo 86’ Faragò 88’ N. Viola 90’ | Marcatori |  |

| Arbitro: | Pezzuto (Lecce) |

|             |           |                       |
| Caprari 28’ | Marcatori | 8’ Corazza 52’ Evacuo |

| Arbitro: | Ripa (Nocera Inferiore) |

|             |           |                            |
| González 4’ | Marcatori | 57’ Maniero 78’ G. Sansone |

| Brescia 26 marzo 2016, ore 18:00 CET 33ª giornata | Brescia           | 0 – 0 referto | Novara | Stadio Mario Rigamonti\| Arbitro: \| Sacchi (Macerata) \| |
| Arbitro:                                          | Sacchi (Macerata) |               |        |                                                           |

| Arbitro: | Minelli (Varese) |

|               |           |           |
| Gălăbinov 61’ | Marcatori | 90’ Gatto |

| Arbitro: | Serra (Torino) |

|           |           |  |
| Calaiò 8’ | Marcatori |  |

| Arbitro: | Nasca (Bari) |

|                 |           |          |
| Faragò 11’, 90’ | Marcatori | 65’ Comi |

| Arbitro: | Maresca (Napoli) |

|                               |           |               |
| Marilungo 5’ Di Francesco 14’ | Marcatori | 27’ Gălăbinov |

| Arbitro: | Pairetto (Nichelino) |

|                         |           |                         |
| González 35’ Evacuo 88’ | Marcatori | 15’ Guberti 76’ Aguirre |

| Erice 30 aprile 2016, ore 15:00 CEST 39ª giornata | Trapani             | 0 – 0 referto | Novara | Stadio Polisportivo Provinciale\| Arbitro: \| Aureliano (Bologna) \| |
| Arbitro:                                          | Aureliano (Bologna) |               |        |                                                                      |

| Arbitro: | Rapuano (Rimini) |

|                         |           |  |
| González 45’ Faragò 90’ | Marcatori |  |

| Arbitro: | Pinzani (Empoli) |

|  |           |           |
|  | Marcatori | 5’ Ragusa |

| Arbitro: | Abisso (Palermo) |

|                                                  |           |  |
| Evacuo 4’ (rig.) Gălăbinov 64’, 87’ González 89’ | Marcatori |  |

### Play-off
| Arbitro: | Maresca (Napoli) |

|                                   |           |                                      |
| Rosina 59’, 79’ (rig.) Pușcaș 84’ | Marcatori | 3’, 43’, 48’ González 114’ Gălăbinov |

#### Semifinali
| Arbitro: | Pasqua (Tivoli) |

|  |           |                           |
|  | Marcatori | 21’ Lapadula 77’ Torreira |

| Arbitro: | Abisso (Palermo) |

|                                         |           |                             |
| Lapadula 2’ Pasquato 34’ Verde 81’, 94’ | Marcatori | 45’ Lanzafame 73’ Buzzegoli |

### Coppa Italia

#### Secondo turno
| Arbitro: | Manganiello (Pinerolo) |

|                                                       |           |  |
| Signori 41’ Evacuo 50’, 69’ N. Viola 60’ González 82’ | Marcatori |  |

#### Terzo turno
| Arbitro: | Chiffi (Padova) |

|                                         |           |               |
| Guilherme 29’ Théréau 31’ Edenílson 79’ | Marcatori | 73’ Buzzegoli |

## Statistiche

### Statistiche di squadra
| Competizione | Punti       | In casa | In casa | In casa | In casa | In casa | In casa | In trasferta | In trasferta | In trasferta | In trasferta | In trasferta | In trasferta | Totale | Totale | Totale | Totale | Totale | Totale | D.R. |
| Competizione | Punti       | G       | V       | N       | P       | Gf      | Gs      | G            | V            | N            | P            | Gf           | Gs           | G      | V      | N      | P      | Gf     | Gs     | D.R. |
| ------------ | ----------- | ------- | ------- | ------- | ------- | ------- | ------- | ------------ | ------------ | ------------ | ------------ | ------------ | ------------ | ------ | ------ | ------ | ------ | ------ | ------ | ---- |
| Campionato   | 65(-2)      | 21      | 12      | 5       | 4       | 39      | 16      | 21           | 7            | 5            | 9            | 18           | 19           | 42     | 19     | 10     | 13     | 57     | 35     | +22  |
| Coppa Italia | terzo turno | 1       | 1       | 0       | 0       | 5       | 0       | 1            | 0            | 0            | 1            | 1            | 3            | 2      | 1      | 0      | 1      | 6      | 3      | +3   |
| Totale       | 65          | 22      | 13      | 5       | 4       | 44      | 16      | 22           | 7            | 5            | 10           | 19           | 22           | 43     | 20     | 10     | 14     | 63     | 38     | +25  |

### Andamento in campionato
| Giornata  | 1  | 2  | 3  | 4  | 5  | 6  | 7  | 8  | 9  | 10 | 11 | 12 | 13 | 14 | 15 | 16 | 17 | 18 | 19 | 20 | 21 | 22 | 23 | 24 | 25 | 26 | 27 | 28 | 29 | 30 | 31 | 32 | 33 | 34 | 35 | 36 | 37 | 38 | 39 | 40 | 41 | 42 |
| --------- | -- | -- | -- | -- | -- | -- | -- | -- | -- | -- | -- | -- | -- | -- | -- | -- | -- | -- | -- | -- | -- | -- | -- | -- | -- | -- | -- | -- | -- | -- | -- | -- | -- | -- | -- | -- | -- | -- | -- | -- | -- | -- |
| Luogo     | C  | T  | C  | T  | C  | T  | C  | T  | C  | T  | C  | C  | T  | C  | T  | C  | T  | C  | T  | C  | T  | T  | C  | T  | C  | T  | C  | T  | C  | T  | C  | T  | T  | C  | T  | C  | T  | C  | T  | C  | T  | C  |
| Risultato | N  | P  | V  | N  | P  | P  | V  | V  | V  | V  | N  | V  | P  | V  | V  | V  | V  | V  | V  | N  | P  | P  | P  | P  | V  | N  | P  | N  | V  | V  | V  | P  | N  | N  | P  | V  | P  | N  | N  | V  | P  | V  |
| Posizione | 22 | 22 | 19 | 17 | 20 | 22 | 17 | 15 | 11 | 7  | 9  | 6  | 8  | 6  | 5  | 4  | 4  | 4  | 3  | 3  | 3  | 4  | 5  | 5  | 4  | 4  | 5  | 5  | 5  | 3  | 3  | 3  | 4  | 4  | 8  | 7  | 8  | 9  | 9  | 7  | 8  | 8  |

Fonte:  Serie B – Classifiche, su sport.sky.it, Sky Sport. URL consultato il 2 ottobre 2015 (archiviato dall'url originale l'11 settembre 2014).
Legenda:

Luogo: C = Casa; T = Trasferta. Risultato: V = Vittoria; N = Pareggio; P = Sconfitta.

### Statistiche dei giocatori
| Giocatore     | Serie B  | Serie B | Serie B     | Serie B    | Coppa Italia | Coppa Italia | Coppa Italia | Coppa Italia | Totale   | Totale | Totale      | Totale     |
| Giocatore     | Presenze | Reti    | Ammonizioni | Espulsioni | Presenze     | Reti         | Ammonizioni  | Espulsioni   | Presenze | Reti   | Ammonizioni | Espulsioni |
| ------------- | -------- | ------- | ----------- | ---------- | ------------ | ------------ | ------------ | ------------ | -------- | ------ | ----------- | ---------- |
| K. Adorján    | 4        | 0       | 0           | 0          | 1            | 0            | 0            | 0            | 5        | 0      | 0           | 0          |
| D. Bergamelli | 1        | 0       | 0           | 0          | 1            | 0            | 0            | 0            | 2        | 0      | 0           | 0          |
| F. Bolzoni    | 2        | 0       | 0           | 0          | -            | -            | -            | -            | 2        | 0      | 0           | 0          |
| D. Buzzegoli  | 17       | 0       | 4           | 0          | 2            | 1            | 0            | 0            | 19       | 1      | 4           | 0          |
| F. Casarini   | 31       | 0       | 2           | 0          | -            | -            | -            | -            | 31       | 0      | 2           | 0          |
| S. Corazza    | 37       | 5       | 3           | 0          | 1            | 0            | 0            | 0            | 38       | 5      | 3           | 0          |
| D. Da Costa   | 36       | -31     | 4           | 1          | -            | -            | -            | -            | 36       | -31    | 4           | 1          |
| C. Dell'Orco  | 27       | 0       | 6           | 0          | -            | -            | -            | -            | 27       | 0      | 6           | 0          |
| L. Dickmann   | 27       | 1       | 4           | 0          | 1            | 0            | 0            | 0            | 28       | 1      | 4           | 0          |
| F. Evacuo     | 34       | 11      | 2           | 0          | 2            | 2            | 0            | 0            | 36       | 13     | 2           | 0          |
| P. Faragò     | 34       | 9       | 6           | 0          | 1            | 0            | 0            | 0            | 35       | 9      | 6           | 0          |
| D. Faraoni    | 35       | 0       | 12          | 0          | -            | -            | -            | -            | 35       | 0      | 12          | 0          |
| A. Garofalo   | 20       | 0       | 4           | 2          | 2            | 0            | 0            | 0            | 22       | 0      | 4           | 2          |
| D. Garufo     | -        | -       | -           | -          | 1            | 0            | 0            | 0            | 1        | 0      | 0           | 0          |
| A. Gălăbinov  | 34       | 10      | 4           | 1          | 1            | 0            | 0            | 0            | 35       | 10     | 4           | 1          |
| P.A. González | 35       | 9       | 8           | 2          | 2            | 1            | 0            | 0            | 37       | 10     | 8           | 2          |
| D. Lanzafame  | 12       | 0       | 1           | 0          | -            | -            | -            | -            | 12       | 0      | 1           | 0          |
| C. Ludi       | 2        | 0       | 2           | 0          | -            | -            | -            | -            | 2        | 0      | 2           | 0          |
| J. Manconi    | 5        | 1       | 2           | 0          | 2            | 0            | 0            | 0            | 7        | 1      | 2           | 0          |
| A. Mantovani  | 12       | 0       | 3           | 0          | -            | -            | -            | -            | 12       | 0      | 3           | 0          |
| E. Nadarević  | 9        | 1       | 2           | 0          | -            | -            | -            | -            | 9        | 1      | 2           | 0          |
| F. Pacini     | 2        | -3      | 0           | 0          | -            | -            | -            | -            | 2        | -3     | 0           | 0          |
| S. Pesce      | 5        | 0       | 0           | 0          | 1            | 0            | 0            | 0            | 6        | 0      | 0           | 0          |
| F. Poli       | 22       | 1       | 3           | 0          | -            | -            | -            | -            | 22       | 1      | 3           | 0          |
| R. Rodríguez  | 11       | 1       | 2           | 0          | 1            | 0            | 0            | 0            | 12       | 1      | 2           | 0          |
| N. Schiavi    | 2        | 0       | 0           | 0          | -            | -            | -            | -            | 2        | 0      | 0           | 0          |
| F. Signori    | 14       | 0       | 1           | 1          | 2            | 1            | 0            | 0            | 16       | 1      | 1           | 1          |
| A. Tozzo      | 2        | -1      | 1           | 0          | 2            | -3           | 0            | 0            | 4        | -4     | 1           | 0          |
| M. Troest     | 35       | 1       | 9           | 0          | 2            | 0            | 0            | 0            | 37       | 1      | 9           | 0          |
| F. Vicari     | 13       | 0       | 1           | 1          | 1            | 0            | 1            | 0            | 14       | 0      | 2           | 1          |
| N. Viola      | 36       | 3       | 8           | 0          | 2            | 1            | 0            | 0            | 38       | 4      | 8           | 0          |